# مارك براون (صحفي)
مارك براون (بالإنجليزية: Marc Brown)‏ هو صحفي أمريكي، ولد في 29 سبتمبر 1961 في لوس أنجلوس في الولايات المتحدة.